# Боканча, Тимур Викторович
Тимур Викторович Боканча (род. 17 августа 1983, Москва) — российский актёр, писатель, драматург.

## Биография
Тимур Боканча родился в Москве 17 августа 1983 года. Сменил несколько школ, среди которых была и религиозная школа.
В 2001 году поступил на актёрский факультет Московского государственного университета культуры и искусства (МГУКИ). Спустя несколько лет вынужден был бросить учебу и устроиться на работу.
Работал курьером в типографии. Через некоторое время занял должность конструктора-разработчика штанцформ.
Параллельно с работой снимался в картинах студентов ВГИКа и прочих киновузов.
В 2005 году являлся актёром Королёвского драматического театра.
С 2006 года актёр снимается в разных кино- и телепроектах. В том же году режиссёр Александр Наумов пригласил его на одну из главных ролей в фильме «Милосердный». За эту работу актёр получил молодёжную премию «Триумф».
В 2010 году стал студентом факультета культурологии Института истории культур (УНИК). В 2015 году поступил в Литературный институт им. Горького на  (семинар драматургии под руководством В. Ю. Малягина).
Женат на Ольге Павловой. Имеет четверых детей: Герман (род. 2009), Эллина (род. 2004), Платон (род. 2013) и Глеб (род. 6 января 2017).

## Фильмография
1. 2007 — Милосердный — Спицин
2. 2008 — Любовные причуды — сержант Сергей
3. 2008 — Универ (серия «Сирота») — сирота
4. 2009 — Каникулы строгого режима — Сергей Иванович Милюков («Пацан»)
5. 2009 — След (249 серия «Коммуналка») — Вадим Дубровский
6. 2009 — Третье желание — Хабиб
7. 2010 — 4 дня + 1 — дворник
8. 2010 — Нанолюбовь — Вован Казаков
9. 2010 — Дикий 2 — Коленька
10. 2010 — Если небо молчит — Илья
11. 2011 — МУР. «Артисты»
12. 2012 — Деффчонки — Николай, сисадмин
13. 2012 — Без срока давности (1-я серия "Доброе имя") — Егор Косыгин
14. 2013 — Мотыльки (мини-сериал) — Лёнчик
15. 2017 — Против всех правил — Гарик
16. 2017 — Любовь с ограничениями — Толик
17. 2018 — Тайны госпожи Кирсановой — Гаврила
18. 2018 — Я не такая, я не такой — Илья
19. 2018 — Смешное время
20. 2024 — Водитель-олигарх — бомж

## Театральные работы
Королёвский драматический театр
- «Русалочка» (2005, постановка А. Крючкова) — Эл
- «Человек по имени М» (2006, постановка А. Крючкова) — Потапов
- «Щелкунчик» (2009, постановка А. Крючкова) — Фриц

## Литературное творчество

### Пьесы
- «Убей меня, друг!»

### Книги
- «Как попасть в кино. Практические советы для начинающих актеров»[1]

## Признание и награды
2006 — Лауреат молодёжной премии «Триумф»
2016 — Пьеса «Убей меня, друг!» победила на конкурса пьес СТД РФ «Авторская сцена»
2016 — Пьеса «Убей меня, друг!» в шорт-листе Международного драматургического конкурса "ЛитоДрама"